# Clontarf (Minnesota)
Clontarf – miasto w Stanach Zjednoczonych, w stanie Minnesota, w hrabstwie Swift.